# Na otčevem grobu
Na otčevem grobu je Kettejev sonet, ki je izšel v pesniški zbirki Poezije leta 1900 (ur. Anton Aškerc).

### Besedilo
Povedi, mračni me grobar, s seboj
na zeleni, na senčni grob njegov,
kjer križ železen, kamenit je krov,
pod njim uživa otec svet pokoj.

Ah, dobro ti je tukaj, otec moj!
A jaz potujem pot ti negotov
brez smotra, brez prijateljev, drugov,
brez sreče, sam, a z dušoj žalostnoj.

Zakaj si pravil, otec, mi nekdaj
o svetski sreči, otec? Sen je, sen!
Življenje je sovraštvo, večen boj …

Pač ljubim te, a ker te ljubim, znaj,
ne želel bi ti spet iz groba ven.
Le spavaj, spavaj, srečni otec moj.

## Slovarček
- grobar – kdor koplje grobove
- otec (star.) – oče
- pokoj (knjiž.) – stanje brez hrupa, ropota; mir (leči k večnemu pokoju = umreti)
- smoter – kar se hoče doseči s prizadevanjem; cilj
- drug (star.) – tovariš, prijatelj
- svetski (knjiž.) – svetovljanski
- sen (knjiž.) – sanje
- spavati (star.) – spati

## Vsebinskaanaliza
Pesem je izpovedna ali lirska, saj govori o pesnikovih čustvih in mišljenju. Dogaja se na grobu Kettejevega očeta, v času po njegovi smrti.

### Prva kitica
Pesnik nagovori grobarja, naj ga pelje na grob svojega očeta. Očetov grob je senčen, s kamnitim krovom in železnim križem.

### Druga kitica
Pesnik omeni, kako lepo se ima oče, ker mu ni več treba hoditi po poti življenja in je lahko brez skrbi. Nato mu potoži, da sam v življenju nima ciljev, prijateljev, niti tovarišev. Da nima sreče in da težko pot življenja premaguje sam s svojo žalostno dušo.

### Tretja kitica
Pesnik se sprašuje, kje je sreča v življenju, ki mu jo je oče nekdaj obljubljal ter da je on ne najde. Svoje žalostno življenje primerja s sovraštvom in večnim bojem.

### Četrta kitica
Pesnik izpove očetu, kako ga je imel rad in kako ga ima sedaj, vendar kljub temu da je sam v življenju, si ne želi, da bi oče prišel nazaj. Na koncu pa mu še zaželi miren spanec.

## Oblikovnaanaliza
Pesem je napisana v obliki soneta. Ima dve kvartini ter dve tercini. Rima je v prvih dveh kiticah oklepajoča (abba), v drugih dveh pa prestopna (abc abc).

## Pesniška sredstva
- okrasni pridevki: križ železen, senčni grob ...
- ponavljanje: Brez smotra, brez prijateljev, drugov, brez sreče ...
- podvojitev: Le spavaj, spavaj, srečni otec moj ...
- nagovor: Povedi, mračni me grobar …
- retorično vprašanje: Zakaj si pravil, otec, mi nekdaj o svetski sreči, otec?
- vzklik: Ah!